# David von Krafft

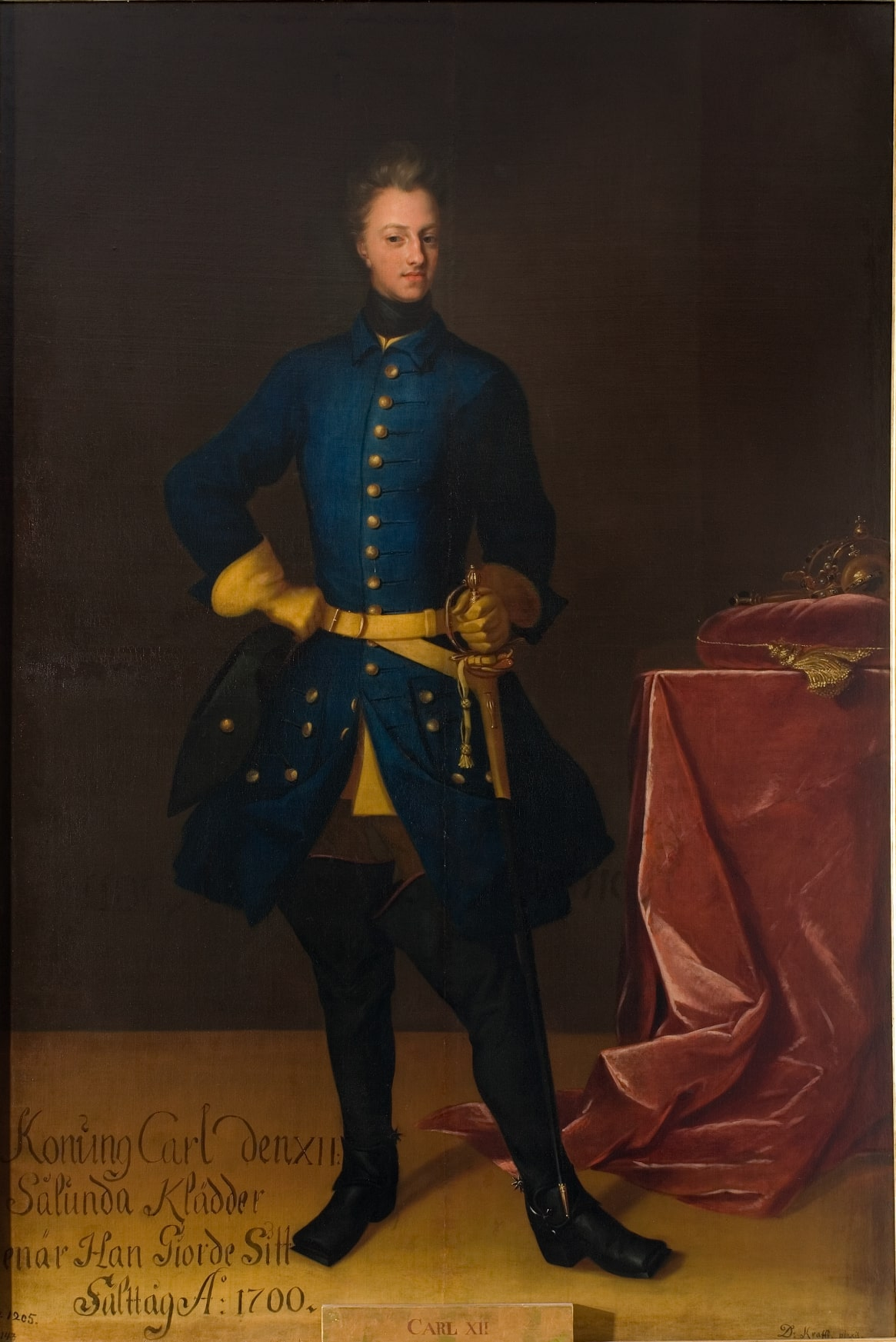
Charles XII, portrait par David von Krafft (1700)

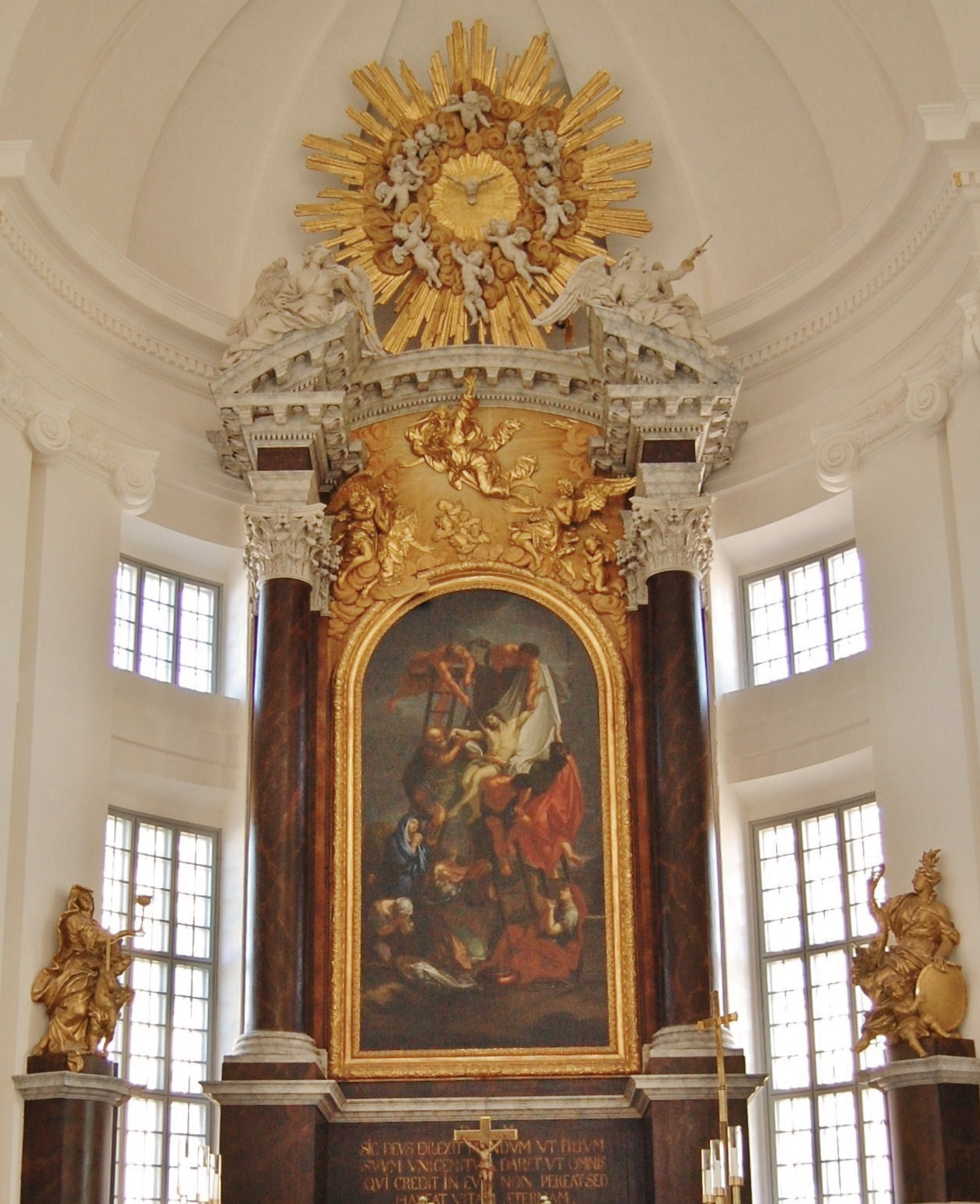
Retable inséré dans les colonnes de la cathédrale de Kalmar (1712)

David Krafft (à partir de 1719 David von Krafft, né en 1655 et mort le 20 septembre 1724) est un peintre germano-suédois, neveu et élève de David Klöcker Ehrenstrahl et de son successeur (en 1698) comme peintre à la Cour royale de Suède. 

## Biographie
Krafft naît à Hambourg. Il devient orphelin très tôt. Le nom de ses parents n'est pas connu mais sa mère est une sœur du peintre de la cour suédoise, David Klöcker Ehrenstrahl. Krafft est appelé en Suède en 1675 par Ehrenstrahl, comme son assistant et apprenti. Ehrenstrahl devient également son professeur de peinture. 
David Klöcker Ehrenstrahl naît à Hambourg et s'installe en Suède dans les années 1650, où il réussit en tant que peintre, principalement avec des portraits de membres de la maison royale et de l'aristocratie. Il est anobli en 1674, recevant le nom de famille Ehrenstrahl
En 1684, Krafftreçoit une bourse annuelle de la reine Ulrique-Éléonore de Danemark pour un voyage en Italie en passant par le Danemark et l'Allemagne. Le est d'abord de visiter les différentes cours princières pour peindre les proches de la reine afin de compléter sa collection de portraits, puis de poursuivre ses études en Italie. Il arrive en Italie en 1687, passe un an à Venise, trois ans à Rome et un an à Bologne. Il se rend ensuite à Vienne et reçoit une subvention supplémentaire pour aller à Paris en 1694. Il retourne finalement à Stockholm et dans l'atelier de son oncle en 1696. 
Après la mort d'Ehrenstrahl en 1698, Krafft est nommé en tant que son successeur de peintre de cour. Sa tâche principale consiste à peindre des portraits représentatifs du roi Charles XII de Suède. Son dernier portrait du roi avant son départ pour la guerre en 1700, est un portrait équestre montrant le roi portant une perruque et une cape d'hermine. En l'absence du roi, son principal employeur est la reine douairière Hedvig Eleonora ; une centaine de portraits d'elle réalisés par Krafft sont connus. 
Les derniers portraits de Charles par Krafft, qui sont parmi les plus connus et reproduits, montrent le roi dans la tenue plus simple adoptée pendant les campagnes : tête nue et portant un simple uniforme bleu, à l'exception de détails subtils semblables à ceux des autres soldats de l'armée. Dans ce cas, l'image de Krafft dépend d'un type de portrait développé selon les directives de Charles lui-même, et établit pour la première fois avec le portrait de 1706-1707 par l'artiste Johan David Swartz (1678-1729), un ancien élève de Krafft qui avait été présent dans le camp d'Altranstädt en Saxe avec le roi. Cette image réaliste mais percutante du roi romain rompt avec les conventions actuelles en matière de portrait royal. Krafft a adapté le type hérité de Swartz et a produit de nombreuses copies à partir de 1707 et 1717. Lorsque Charles XII a sa résidence à Lund en 1717, Krafft a de nouveau l'occasion de le peindre en direct. Comme pour le portrait précédent, basé sur le tableau Altranstädt de Swartz, le portrait de Lund est réalisé en de nombreuses copies par Krafft et ses disciples.
Son plus grand tableau est le portrait de la famille Hildebrand de 1713 au manoir de Nynäs ( Nynäs slott ) dans le Södermanland, représentant le marchand et industriel Henrik Jacob Hildebrand (1636-1714) et son épouse Anna Sofia Amya à l'occasion de leur 50e anniversaire, entourés de leur plus de vingt enfants et petits-enfants, ainsi que quelques parents décédés dans des peintures murales en arrière-plan,.
Krafft peint également de nombreux généraux du roi Charles. Outre ses nombreux portraits qui constituaient la majeure partie de sa production, Krafft a peint un grand retable pour la cathédrale de Kalmar montrant la descente de croix (1712).
Krafft est anobli en 1719, recevant le nom de famille von Krafft, ainsi que le titre d'intendant au tribunal ( hovintentendent ) en 1720. Il meurt en 1724 à Stockholm.

## Sélection de portraits

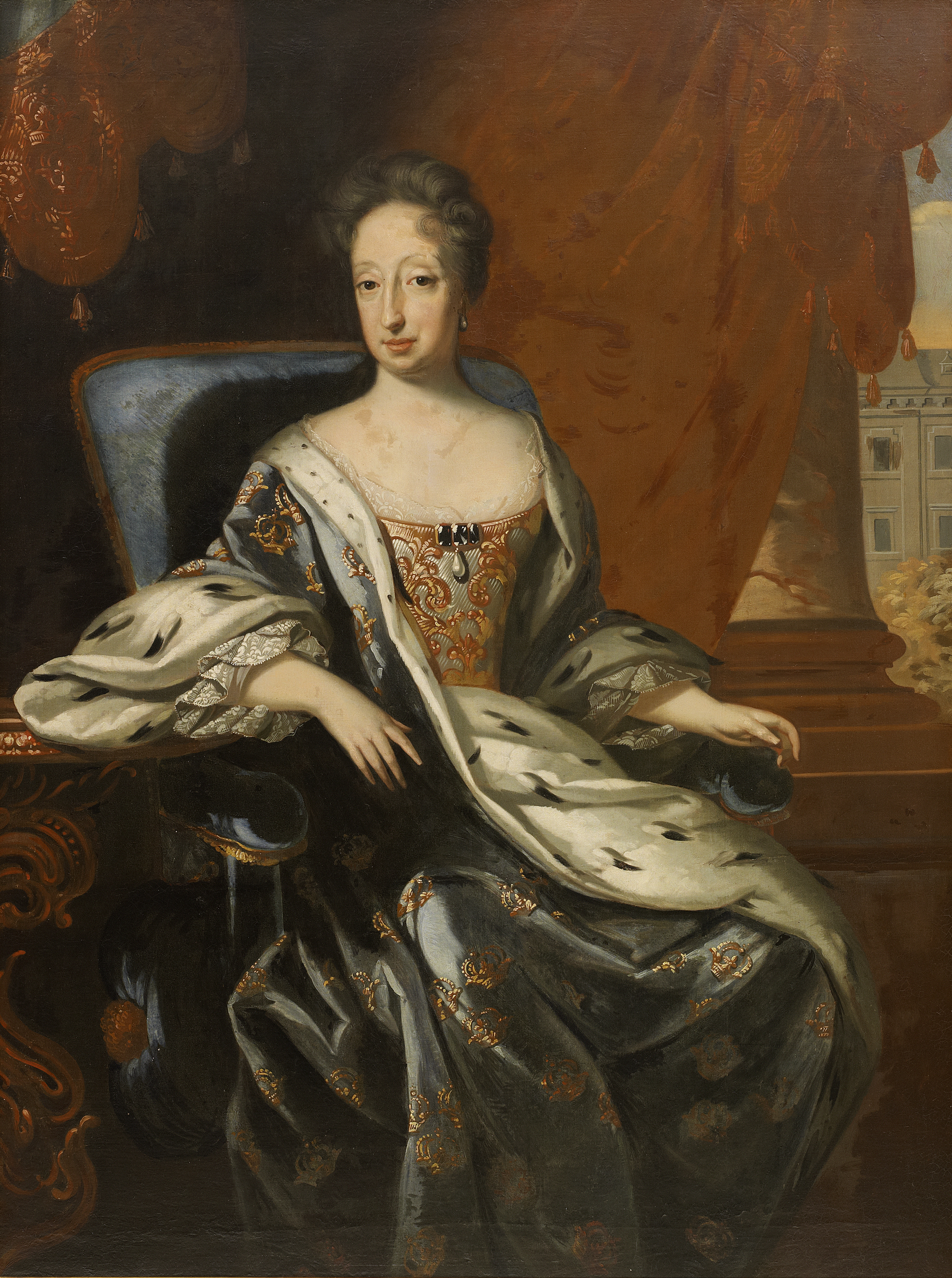
Reine Edwige-Éléonore
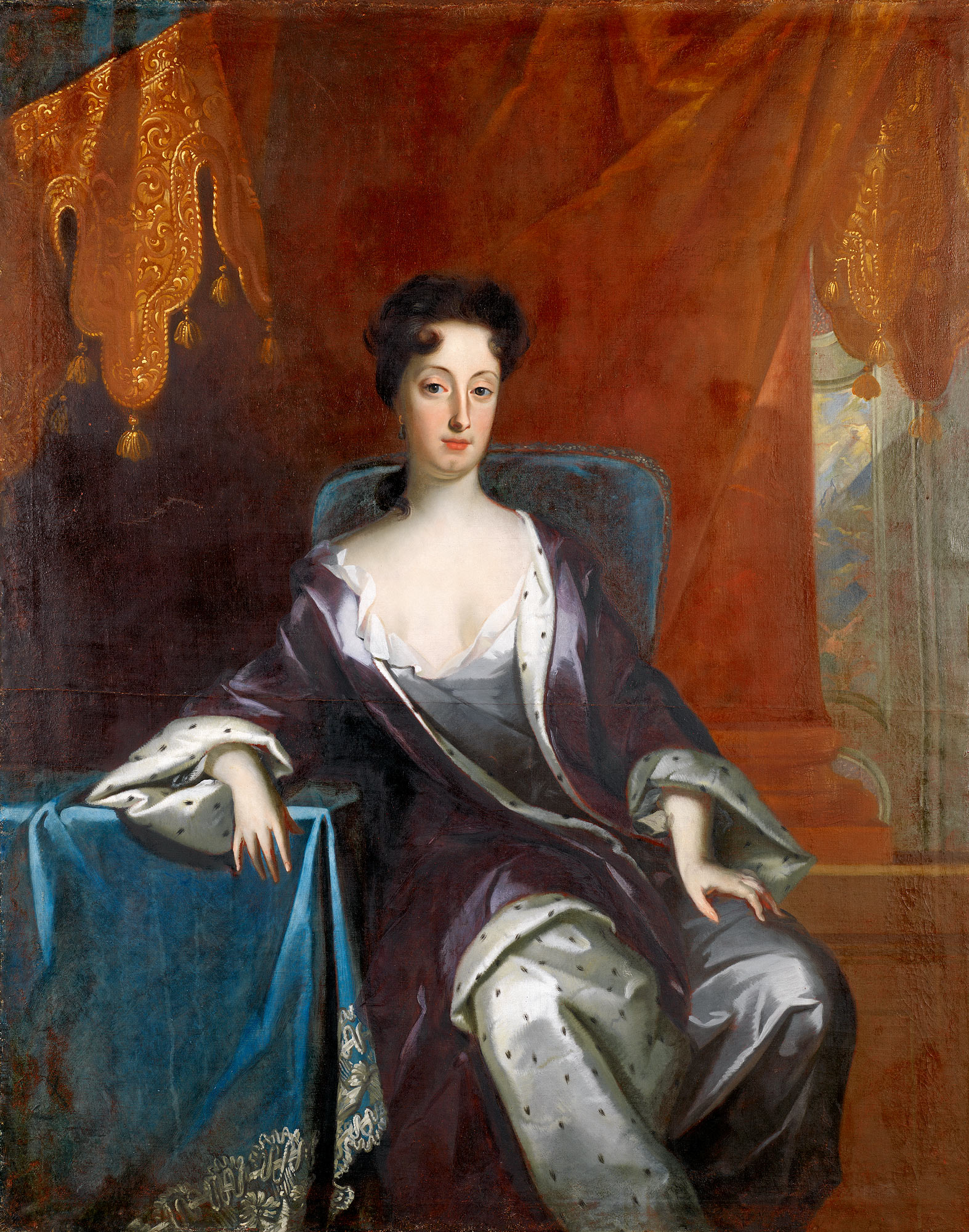
Edwige-Sophie
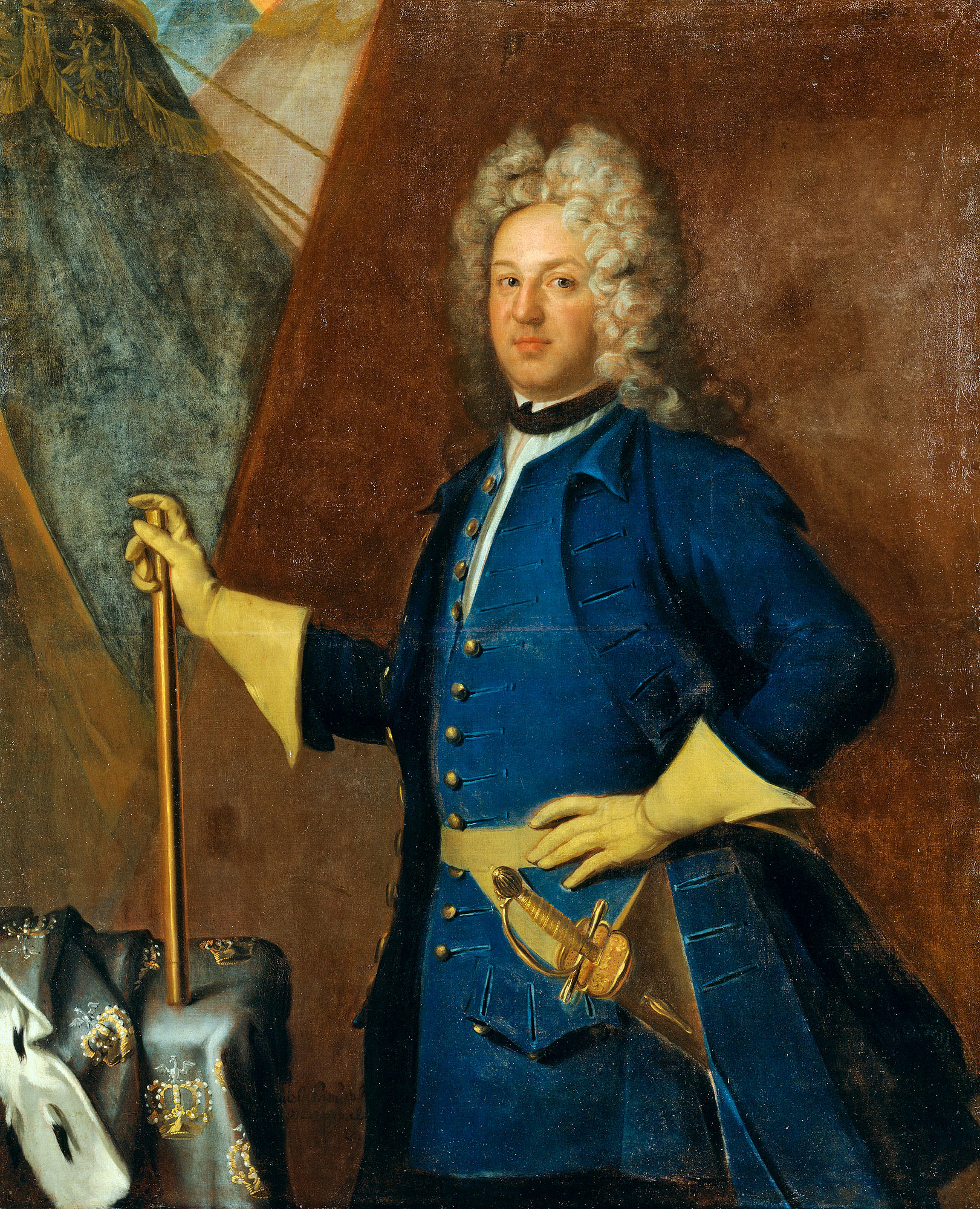
Le roi Stanislas Leszczynski de Pologne
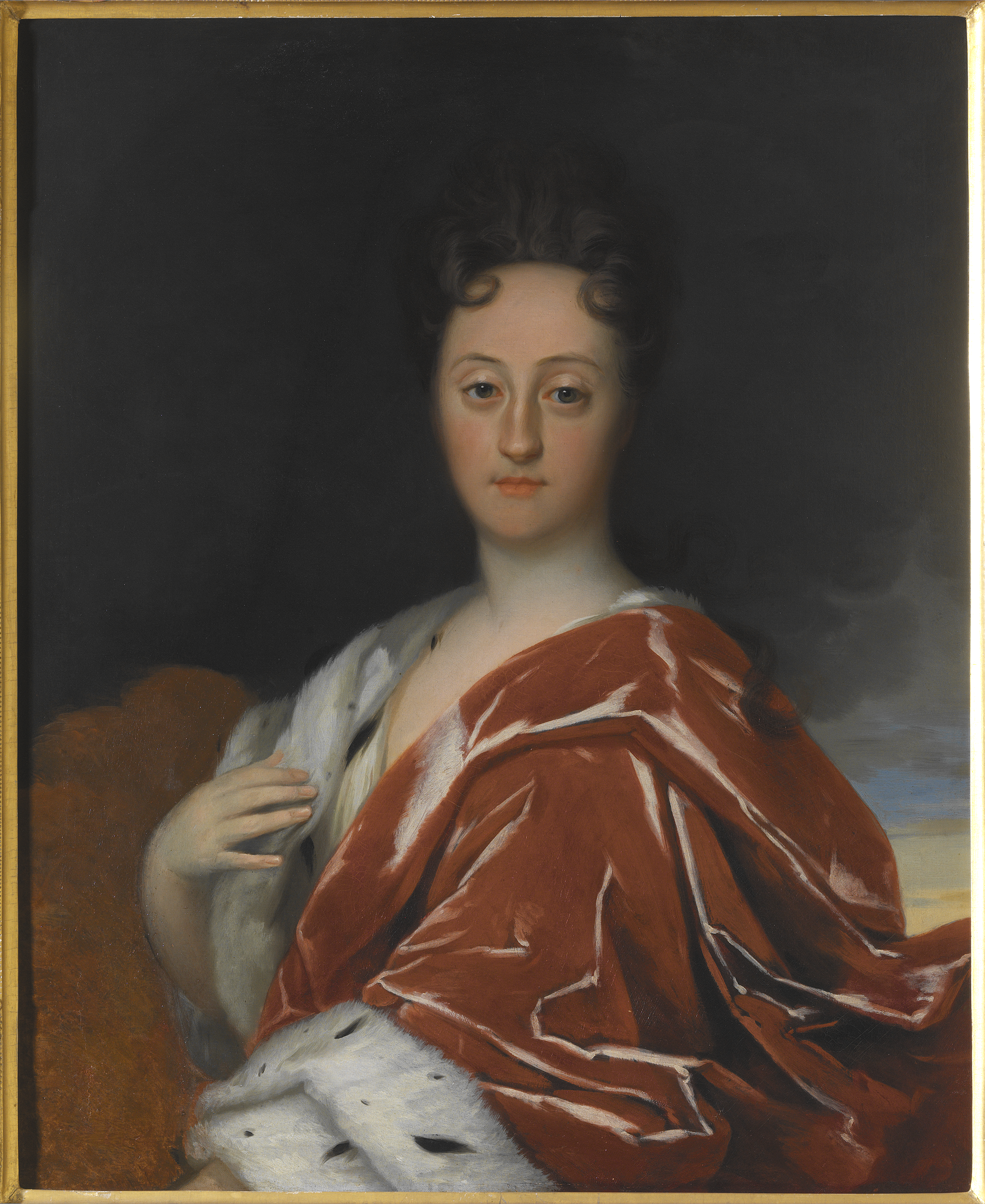
Reine Ulrique-Éléonore
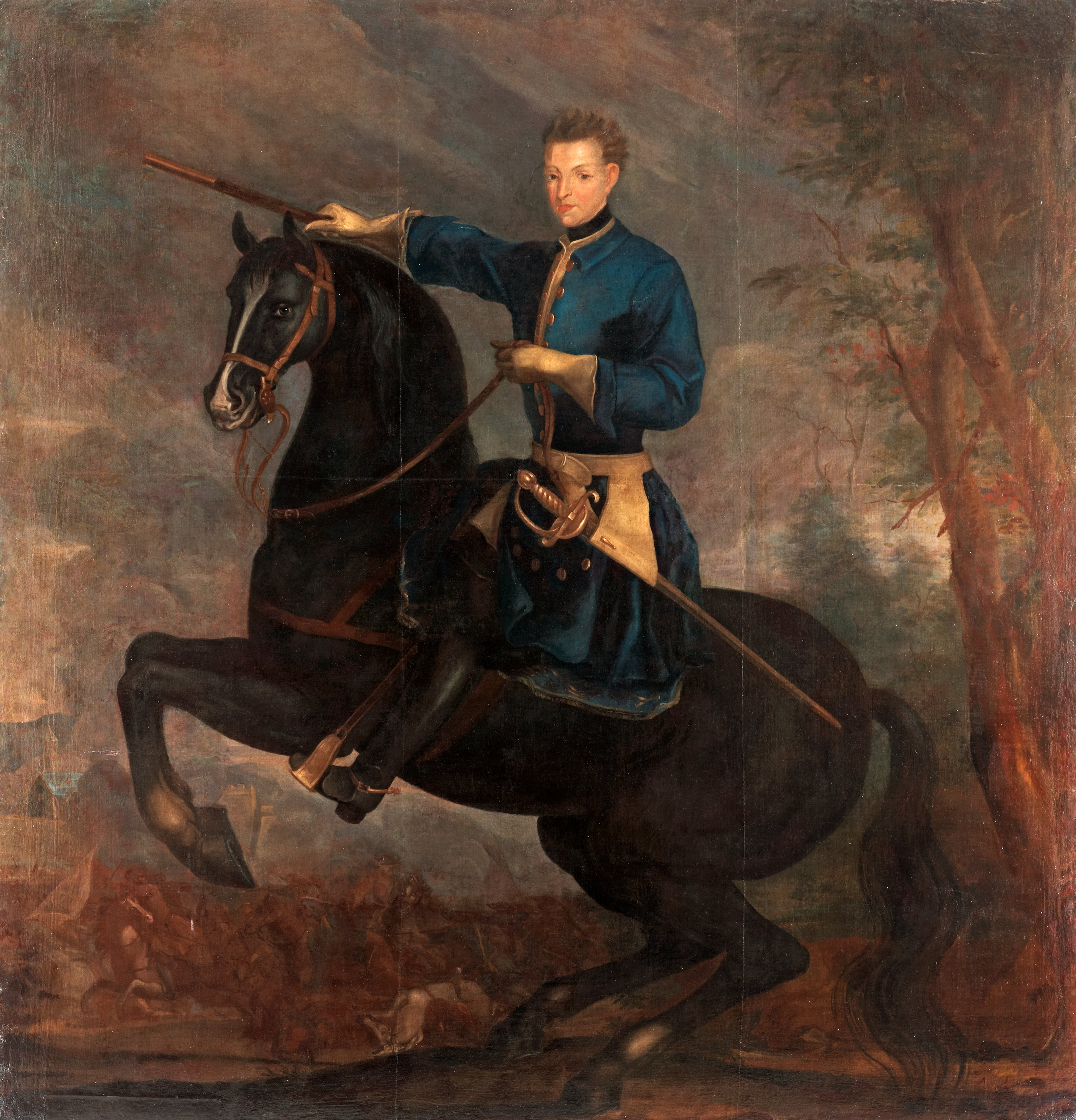
Portrait équestre de Charles XII